# Odyssey: The Definitive Collection
Az Odyssey: The Definitive Collection Vangelis 2003-ban kiadott válogatásalbuma, amelyet az Universal Music jelentetett meg. A lemezen 18 dal található.

## Dalok
1. Pulstar (5:24)
2. Hymn (2:43)
3. Chariots of fire (3:31)
4. Missing (3:57)
5. Love theme from Blade runner (4:54)
6. End titles from Blade runner (4:10)
7. The tao of love (2:19)
8. Theme from Antarctica (3:52)
9. Theme from Cavafy (2:49)
10. Opening titles from Mutiny on the Bounty (3:52)
11. Conquest of Paradise (6:08)
12. La petite fille de la mer (5:54)
13. L'enfant (4:57)
14. Anthem - FIFA World Cup 2002 (2:58)
15. Celtic dawn (4:06)
16. Movement 1 from Mythodea (5:23)
17. I'll find my way home (4:30)
18. State of independence (4:59)